# جانوران در اسطوره‌شناسی
جانوران در اسطوره‌‌شناسی یا جانوران اسطوره‌ای به بررسی جانورانی می‌پردازد که وارد دنیای باور ها و اساطیر هر کشور شده اند.

## انواع
این جانوران سه نوعند یا به شکل پرنده یا چهارپایان یا مخلوطی از چند حیوان. مانند شیر بالدار در ایران و میان رودان - که نمادهای قدرت یعنی عقاب- شیر - سر انسان - بازوی اسب - شاخ گاونر و … در آن وجود دارد.
- سیمرغ

سیمرغ، پرنده‌ای اساطیری است که در فولکورهای یونان، چین، ایران، و مصر دیده شده‌است. ققنوس، غالب اوقات به عنوان پرنده‌ای زیبا، قرمز و طلای آتشین نشان داده می‌شود. در پایان یک چرخه زندگی، ققنوس در شعله‌های آتش خود می‌سوزد و بار دیگر از آتش سر بر می‌آورد. به همین دلیل، اغلب اوقات به عنوان نمادی از تولد دوباره به تصویر کشیده می‌شود.
اژدها
- اژدها

ریشه در اسطوره‌شناسی چینی و یونانی و همچنین فولکلور اروپایی دارد. موجودی است که اهمیت نمادین متفاوتی دارد؛ در افسانه‌های مختلف و به شکل‌های مختلفی آمده‌است. از دیو بالداری که آتش از دهانش خارج می‌شود تا استاد فاضل و عاقلی که همه عناصر را در اختیار دارد.
- تک شاخ

تک شاخ مدرن، اسب نری بسیار زیبا و مطیع است که یک تک شاخ بر پیشانی اش قرار دارد. با این وجود، تک شاخ اصلی، یک اسب نجیب رام نشدنی بود که ریشی بز مانند، دمی چون شیر، و سمی شکافته داشت.
- خون‌آشام

با دندان‌های نیش دار بسیار ترسناک، چابکی و استقامت بسیار فوق‌العاده،
- گرگینه (شخصی که تبدیل به گرگ شده‌است)

مخلوقی که مرد است، اما می‌تواند به گرگی بزرگ و با اراده تبدیل شود؛ البته زمانی که ماه کامل باشد. افسانه شهری گرگینه،
- اسب بالدار

پیگاسوس (اسب بالدار)، اسب سفید بالداری است که از اسطوره یونانی سر برآورده است. گفته می‌شود که او فرزند خدای دریا، و گورگون (یکی از سه زنی که موهای سرشان مار بوده و هر کس بدانها نگاه می‌کرد سنگ می‌شد) میدوسا است. او از خونی متولد شد که هنگام کشته شدنش توسط خدای دریا، از گردن میدوسا فوران کرده بود.
- آرگوس:

آرگوس، علت این نام‌گذاری تعداد فراوان چشمان او بوده که در بعضی روایات ۴ چشم و در بسیاری از داستان‌ها و نقاشی‌ها دارای ۱۰۰ چشم بوده‌است که در سراسر بدن او قرار داشتند. این خاصیت، آرگوس را به یک نگهبان ایده‌آل مبدل کرده بود و هرا، همسر زئوس، او را برای نگهبانی زئوس و معشوقه اش ایو، گماشته بود. اما زئوس به هرمس، پیغامبر خدایان، دستور داد تا ایو را برباید و هرمس خود را به شکل چوپانی درآورد و با حکایتهای طولانی و آوای نی خود، آرگوس را به خواب برد و ایو را دزدید. در بعضی از داستان‌ها، آرگوس در آخر به دست هرمس کشته می‌شود.
- کایمرا:

کایمرا فرزند اژدهایی صد سر به نام تایفویوس و موجودی نیمه پری، نیمه مار به نام اکیدنا است ویکی از معروفترین هیولاهای اساطیر به‌شمار می‌رود. کایمرا موجودی با دو سر شیر و بز در یک سو و دمی* با سر مار از سوی دیگر بوده‌است. بدن او هم نیمی *شیر و نیمی *بز بوده و از دهانش آتش می*ریخته‌است. این هیولا، با از بین بردن گله*های دامداران و حمله به مردم، موجب وحشت اهالی لیسیا بود و به دست مردی به نام بلروفون از اهالی کورینت (قرنت) کشته شد.
- سگ جهنمی (سه سر)

اکیدنا: هیولای مؤنثی که نیمی* پری و نیمی* مار بود و در غاری زندگی می*کرد. او تنها هنگام شکار غار را ترک می*کرد و هر موجودی که از آن حوالی می*گذشت را می‌خورد. این موجود فانی اما دارای عمری طولانی بود و توسط آرگوس کشته شد.
- هکتاتون کایرس: هکتاتون کایرس به معنی «صد دست» است. این موجودات با ۵۰ سر و ۱۰۰ دست قدرتمند، فرزندان گایا و اورانوس بودند. این سه موجود صد دست، از پدر خود متنفر بودند و اورانوس آن‌ها را به رحم مادرشان بازگرداند. آن‌ها بعدها در شورشی علیه اورانوس شرکت کردند، اما کرونوس (برادرشان) باز هم آن‌ها را به زندان انداخت و بعد توسط زئوس آزاد شدند و به نبرد با تایتانها پرداختند. آن‌ها می*توانستند در آن واحد چندین تخته سنگ عظیم را به سمت دشمنان خود پرتاب کنند.

غولها: غولها، موجودات عظیم‌الجثه‌ای بودند که در اثر بر زمین ریختن خون اورانوس به وجود آمده بودند. آن‌ها به زئوس و خدایان المپ‌نشین حمله کردند و برای رسیدن به مقر آنها، بالای کوهی رفته و با روی هم گذاشتن تجهیزات جنگی خود، راهی برای رسیدن به مقر خدایان ایجاد کردند. خدایان در نهایت توانستند با کمک هرکول، قهرمان اساطیری و فرزند زئوس، غولها را شکست بدهند و آن‌ها را در زیر آتشفشانها دفن کنند. داستان روایت شده به اساطیر یونان مربوط بود ما غولها را در اساطیر ایران و اسکاندیناویا و... داریم.
به طور مثال در بیشتر اساطیر ایران که سر منشا گرفته شده از ادیان زرتشت و مانوی و ادیان قبل از ان است غولها نمادی از شر و ناپاکی بوده اند.
گورگون*ها: در اساطیر یونان، گورگون هیولایی مؤنث، با بدنی پوشیده از فلسهایی نفوذ ناپذیر، موهایی از مارهای زنده، دندان‌هایی تیز و چهره‌ای چنان زشت بوده‌اند که هر کس به آن‌ها نگاه می*کرد به سنگ تبدیل می*شد. آن‌ها سه تن بودند که دوتا از آن‌ها جاودان بودند و سومی* که مدوزا نام داشت فانی بود. یونانیان از تصویر سر این هیولا برای آراستن سپرهای خود استفاده می*کردند تا دشمنان خود را وحشت زده کرده و خود را از قدرت‌های شیطانی محافظت کنند.
- مدوزا:

مدوزا در ابتدا دوشیزه‌ای بسیار زیبا بوده‌است، اما پس از اینکه پوزئیدون، خدای دریا او را در معبد آتنا اغوا می*کند، موجب خشم این الهه می*شود و آتنا، او را به شکل کریه*ترین موجود ممکن، یعنی یک گورگون درمی*آورد. از آنجایی که مدوزا در اصل انسان بوده‌است، فانی بوده و در نهایت توسط یکی از قهرمانان اساطیری به نام پرسیوس کشته می*شود. پرسیوس که تحت حمایت آتنا به نبرد با مدوزا رفته بود، موفق می*شود با هوشمندی سر او را از بدن جدا کند.
تایفویوس: تایفویوس، اژدهایی با نفس آتشین، صد سر و خستگی ناپذیر بوده‌است. گایا، در اوج ناامیدی او را به دنیا آورد تا از تایتانها در مقابل المپیان محافظت کند. او تا حد زیادی موفق می*شود و تعدادی از خدایان المپ را فراری داده و زئوس را به بند می*کشد. هرمس به نجات زئوس می*آید و زئوس هم با استفاده از تیرهای صاعقه، تایفویوس را از بین می*برد. گفته می*شود که تایفویوس زیر کوه اتنا در سیسیل دفن شده‌است.
سربروس: سربروس هم یکی دیگر از فرزندان تایفویوس و اکیدنا است و سگی سه سر، با ماری به جای دم است. این هیولا نگهبان جهان مردگان بوده‌است. او به مردگان اجازه ورود می*داده و مانع خروج آن‌ها از جهان زیر زمینی می*شده‌است. تنها چند تن از افراد زنده موفق شدند به طریقی از این سد بگذرند و به دنیای مردگان رفته و بازگردند. یکی از این افراد اورفئوس بود که توانست با خواندن آواز او را خواب کند و به نجات همسرش ذ برود. هرکول نیز، در آخرین مأموریت خود موفق شد سربروس را از جایگاه خود خارج کند و به شاه یوریستئوس پیشکش کند.
سیرن*ها: سیرنها خواهرانی بودند که در بخش‌های پرصخره دریا می*زیستند. آن‌ها آوازی بسیار زیبا و فریبنده داشتند و دریانوردان را با آوای خود گمراه کرده و به کام صخره*های مرگ‌آور م*کشیدند. گفته می*شود که این چهار خواهر، فرزندان آکلوس خدای طوفان بوده‌اند.
- Pegasus یا اسب بالدار

پگاسوس: پگاسوس اسبی بالدار و فرزند رابطه مدوزا و پوزئیدون است. او زمانی که سر مدوزا توسط پرسیوس از تن جدا شد، به دنیا آمد و توسط بلروفون اهلی شد. پگاسوس در طی ماجراهای این قهرمان، مرکب او بود و به او در از بین بردن کایمرا کمک کرد. اما زمانی که بلروفون می*خواست به کمک او به المپ برسد، توسط زئوس از اسب سرنگون شد و پگاسوس به تنهایی به المپ رسید و در آنجا ماندگار شد.
کریسائور: کریسائور، دومین فرزند مدوزا و پوزئیدون است. دربارهٔ این موجود اطلاع زیادی در دست نیست، تنها می*دانیم که او به احتمال زیاد یک غول بوده و جنگجویی قدرتمند به‌شمار می*آمده‌است و نام وی شمشیر طلایی معنا می*دهد.
- قنطورس (حیوان افسانه‌ای با بالاتنه انسان و پایین‌تنه اسب)

مینوتور (حیوانی که نیمی* از بدنش گاو و نیم دیگرش انسان است)
مینوتور، جانوری است که بدنش یک مرد و سرش گاو نر می*باشد. مطابق با افسانه‌ها، گفته می*شود که این موجود هیولایی وحشی است که در هزارتوی Cretan Labyrinth، زندانی شده‌است. جایی که توسط تیسوس کشته شد.
- پری دریایی

پری دریایی، موجودی دریایی است که بخشی از آن زن و بخشی ماهی است. ریشه آن را می*توان در فولکورهای بریتانیا یافت. پری‌های دریایی، برخلاف آنچه که در اکثر کارتون‌ها تجسم می*شوند، پیشگویی‌کننده مصیبت و فاجعه هستند. این‌طور فرض شده‌است که دیدن حیوانات دریایی چون نهنگ کوچک دریایی، مسئول ایجاد چنین افسانه‌هایی باشد.